# 岭南两头蛇
岭南两头蛇（学名：Calamaria arcana），一种分布于中国广东省北部南岭国家级自然保护区的爬行动物，隶属于游蛇科两头蛇属。本种的模式标本早在2000年就由嘉道理中國保育的华南快速生物多样性调查队采集，最初鉴定为尖尾两头蛇（Calamaria pavimentata）。后来研究人员结合形态学及分子生物学的分析方法，发现该标本为未被描述的新种。学名种加词“arcana”是拉丁语形容词“arcaus”的主格形式，意为“隐藏的”、“秘密的”，并以阴性形式以匹配属名“Calamaria”的阴性属格变化。学名意指在华南地区的长期调查中，目前仅发现一个标本，行踪隐秘，难以发现。其中文名则指本种的发现地区－岭南。